# 女性団体
女性団体（じょせいだんたい）とは、女性が構成する団体を指す。女性会（じょせいかい）、女子会（じょしかい）とも。
明治以降、婦人会（あるいは婦人団体）とよばれることが多かったが、1975年の国際女性年及び1979年の女子に対するあらゆる形態の差別の撤廃に関する条約の制定以降以降は婦人という言葉の古めかしさが指摘され、一部団体を除いて女性団体と呼ばれることが多くなった。

## 主な女性団体

### 国際的な主な女性団体
- UNウィメン
- 国連女性の地位委員会
- 世界女性会議
- 国際女性同盟
- 女性社会政治同盟
- 国際自由女性ネットワーク
- 世界平和女性連合
- Women in Technology International
- イクオリティ・ナウ

### 各国の主な女性団体
- グラビ・ギャング
- FEMEN
- アフガニスタン女性革命協会
- 韓国女性民友会
- 朝鮮社会主義女性同盟
- フェミニスト・イニシアティヴ
- アメリカ女性殿堂
- 中華全国婦女連合会
- 台北市婦女救援基金会
- セネガル女性博物館

### 日本国内の主な女性団体

#### 広範な団体
- 主婦連合会
- 全国地域婦人団体連絡協議会
- 日本婦人団体連合会
- 新日本婦人の会
- ふぇみん婦人民主クラブ
- I女性会議
- 婦人国際平和自由連盟日本支部
- 国際婦人年連絡会
- 全国友の会
- 性暴力禁止法をつくろうネットワーク
- ウィメンズアクションネットワーク
- アジア女性資料センター
- 国連ウィメン日本協会
- リブ新宿センター
- 思想集団「エス・イー・エックス」

#### 職能団体
- 日本女医会
- 日本女性法律家協会
- 全国商工会議所女性会連合会
- 日本女性技術者科学者ネットワーク
  - 日本女性技術者フォーラム
  - 女性技術士の会
  - 日本女性科学者の会
- 土木技術者女性の会
- 全国教育女性連盟
- 公務非正規女性全国ネットワーク

#### 労働組合
- 女性ユニオン東京
- 女のユニオンかながわ
- 全国労働組合総連合女性部
- 日本労働組合総連合会総合男女平等局
- 女性労働問題研究会

#### 学術団体
- 日本女性学会
- 日本ジェンダー学会
- ジェンダー史学会
- アクティブ・ミュージアム「女たちの戦争と平和資料館」
- 日本女性医学学会
- 日本女性心身医学会

#### 高齢者団体
- 高齢社会をよくする女性の会

#### 障害者団体
- DPI女性障害者ネットワーク
- CP女の会
- SOSHIREN 女（わたし）のからだから

#### 宗教団体
- 日本キリスト教婦人矯風会

#### 政治団体
- 日本女性党
- 全国フェミニスト議員連盟
- 市川房枝記念会女性と政治センター
- 全日本おばちゃん党

出典。